# Avon (Grafschaft)

Das frühere County of Avon (1974–1996)

Avon war von 1974 bis 1996 eine Grafschaft im Westen Englands, benannt nach dem durch die Grafschaft fließenden River Avon.
Avon wurde 1974 aus der Stadt und dem County Bristol und Teilen der Grafschaften Gloucestershire und Somerset gebildet. Die Grafschaft hatte sechs Distrikte: Bristol, Bath, Northavon, Kingswood, Woodspring und Wansdyke. Im Norden grenzte es an Gloucestershire, im Osten an Wiltshire und im Süden an Somerset. Im Westen grenzte sie an den Bristolkanal.
Die Grafschaft hatte eine Fläche von 1347 km² und 919.800 Einwohner (1991). Zu den Städten und Ortschaften gehörten Bristol, Bath, Weston-super-Mare, Yate, Clevedon, Midsomer Norton und Radstock, Bradley Stoke, Nailsea, Yatton, Keynsham und Thornbury.
Das County of Avon erfreute sich allerdings keiner großen Beliebtheit. Die Einwohner Bristols bedauerten den Verlust des County-Titel und die Bewohner der früher zu Gloucestershire und Somerset gehörigen Gebiete fühlten sich von ihren traditionellen Grafschaften abgeschnitten.
1996 wurde das County of Avon aufgelöst und in vier Unitary Authorities aufgeteilt: The City and County of Bristol, South Gloucestershire (früher Kingswood und Northavon), North Somerset (früher Woodspring) und Bath and North East Somerset (früher Bath und Wansdyke).
Nach wie vor gibt es jedoch eine gemeinsame Feuerwehr und weitere gemeinsam genutzte Organisationen.